# Labirint
Labirint ali blodnjak se lahko nanaša na sklop zapletenih hodnikov ali drugih ovir v naravi ali na vajo, natisnjeno na papir.
Slednji je grafomotorična aktivnost, namenjena predvsem otrokom, saj postavlja temelje za učenje lepe pisave. Otrok se nauči upravljati s pisalom in ga pravilno usmerjati.
Z reševanjem labirintov vadimo tudi prostorsko koordinacijo. Cilj labirinta je s pisalom označiti pot od začetne točke do izhoda. Vaja temelji na metodi poskusov in napak.